# 2112 Ulyanov
A 2112 Ulyanov (ideiglenes jelöléssel 1972 NP) a Naprendszer kisbolygóövében található aszteroida. Tamara Mihajlovna Szmirnova fedezte fel 1972. július 13-án. Lenin bátyjáról, Alekszandr Iljics Uljanov orosz forradalmárról nevezték el.